# Колмар-Манор (Меріленд)
Колмар-Манор (англ. Colmar Manor) — місто (англ. town) в США, в окрузі Графство принца Георга штату Меріленд. Населення — 1588 осіб (2020).

## Географія
Колмар-Манор розташований за координатами 38°55′48″ пн. ш. 76°56′34″ зх. д. / 38.93000° пн. ш. 76.94278° зх. д. (38.930063, -76.942745).  За даними Бюро перепису населення США в 2010 році місто мало площу 1,33 км², з яких 1,21 км² — суходіл та 0,12 км² — водойми. В 2017 році площа становила 1,24 км², з яких 1,11 км² — суходіл та 0,13 км² — водойми.

## Демографія
Згідно з переписом 2010 року, у місті мешкали 1404 особи в 374 домогосподарствах у складі 282 родин. Густота населення становила 1055 осіб/км².  Було 415 помешкань (312/км²).
Расовий склад населення:
| - 35,0 % — чорних або афроамериканців - 27,1 % — білих - 7,2 % — азіатів - 0,1 % — корінних американців - 26,8 % — осіб інших рас |

До двох чи більше рас належало 3,8 %. Частка іспаномовних становила 45,0 % від усіх жителів.
За віковим діапазоном населення розподілялося таким чином: 27,2 % — особи молодші 18 років, 65,2 % — особи у віці 18—64 років, 7,6 % — особи у віці 65 років та старші. Медіана віку мешканця становила 32,9 року. На 100 осіб жіночої статі у місті припадало 108,9 чоловіків;  на 100 жінок у віці від 18 років та старших — 111,2 чоловіків також старших 18 років.
Середній дохід на одне домашнє господарство  становив 78 726 доларів США (медіана — 68 000), а середній дохід на одну сім'ю — 74 275 доларів (медіана — 68 125). Медіана доходів становила 37 833 долари для чоловіків та 35 234 долари для жінок. За межею бідності перебувало 15,2 % осіб, у тому числі 15,3 % дітей у віці до 18 років та 15,3 % осіб у віці 65 років та старших.
Цивільне працевлаштоване населення становило 812 особи. Основні галузі зайнятості: будівництво — 19,6 %, освіта, охорона здоров'я та соціальна допомога — 17,4 %, мистецтво, розваги та відпочинок — 15,5 %, науковці, спеціалісти, менеджери — 15,0 %.